# 玄国寺
玄国寺（日语：玄国寺）是位于日本东京的真言宗丰山派寺庙，原为其附近諏訪神社之別当寺。玄国寺相传建于1601年（庆长6年），庙内供奉有被称作“田植地藏”的地藏菩萨石像，据传缘于每值插秧时节石像都会化作行僧模样协助农事而得名。山门内右侧之庫裏系大正时代末期维新元勋岩倉具視故居的一部分，原西式风格今已改为和式，其上仍饰有岩倉家的笹龙胆家纹。